# Cymbacha
Cymbacha L. Koch, 1874 è un genere di ragni appartenente alla famiglia Thomisidae.

## Distribuzione
Le otto specie note di questo genere sono diffuse in Australia, Nuova Guinea e Sri Lanka (C. simplex)

## Tassonomia
Non sono stati esaminati esemplari di questo genere dal 1964.
A dicembre 2013, si compone di otto specie:
- Cymbacha cerea L. Koch, 1876 — Queensland
- Cymbacha festiva L. Koch, 1874[2] — Queensland e Nuovo Galles del Sud
- Cymbacha ocellata L. Koch, 1874 — Queensland
- Cymbacha saucia L. Koch, 1874 — Nuova Guinea, Queensland
- Cymbacha setosa L. Koch, 1874 — Queensland
- Cymbacha similis L. Koch, 1876 — Nuovo Galles del Sud, Tasmania
- Cymbacha simplex Simon, 1895 — Sri Lanka
- Cymbacha striatipes L. Koch, 1876 — Queensland